# Багатур, Екатерина Бегларовна
Екатерина Бегларовна Багатур (1870, Ханкенди, Шушинский уезд Елисаветпольской губернии, Российская империя (ныне Нагорный Карабах) — 9 ноября 1944) — армянский и советский драматург, писатель

.

## Биография
Начала литературную деятельность в 1905 году.
Автор очерков, рассказов, театральных рецензий. Написала исторические трагедии «Ара и Шамирам» (1915, Баку), «Артавазд» (1923, Ленинакан), «Тондракийцы» (1939, Тбилиси), посвящённые борьбе армянского народа против иноземных поработителей, а также за справедливость и равенство.
Е. Багатур — одна из первых армянских драматургов обратилась к материалу советской действительности в пьесе «Диван» («Суд», 1929, Тбилиси) об установлении Советской власти в Азербайджане и др.

## Избранные сочинения
- «Элегия воли»
- «Ара и Шамирам» (1915)
- «Артавазд» (1923)
- Пьеса «Суд» (1930).